# بروك سبينس
بروك سبينس (بالإنجليزية: Brooke Spence)‏ (4 مارس 1988 ببريزبان في أستراليا - ) هي لاعبة كرة قدم أسترالية في مركز الدفاع. لعبت مع Brisbane Roar FC (women) ‏ وMt Gravatt Hawks FC ‏.

## وصلات خارجية
- بروك سبينس على موقع قاعدة بيانات كرة القدم.إي يو (الإنجليزية)